# Cromosoma 19
El cromosoma 19 és un dels 23 parells de cromosomes de l'ésser humà. La població normalment té dues còpies d'aquest cromosoma.
El cromosoma 19 té més de 58 milions de parells de bases i representat el 2-2,5% de l'ADN total.
La identificació de gens en cada cromosoma és una àrea activa dels estudis genètics. Com els investigadors usen diferents aproximacions per predir el nombre de gens de cada cromosoma, el seu nombre estimat varia. El cromosoma 19 conté entre 1300 i 1700 gens.

## Gens

Imatge del cromosoma 19 humà.

Els següents gens són alguns dels gens localitzats en el cromosoma 19:
- APOE: Apolipoproteïna E
- BCKDHA: cadena amb base àcid keto dehidrogenasa E1, alfa polipèptid (malaltia urinària del xarop d'arce)
- DMPK: proteïna kinasa distròfia miotònica de Steinert
- GCDH: glutaril-coenzima A dehidrogenasa
- HAMP: hepcidina pèptid antimicrobià
- MCPH2: microcefàlia, autosoma primari recessiu 2
- NOTCH3: Notch homòleg 3 (Drosophila)
- PRX: periaxina
- PSA: antigen prostàtic específic
- SLC5A5: carrier solut família 5 (iodur de sodi symporter), membre 5
- STK11: serina/treonina kinasa 11 (síndrome de Peutz-Jeghers)
- EYCL1: color ull 1; Color ull, verd/blau; gris. Locus de mapa de gens 19p13.1-q13.11
- HCL1: color cabell 1; color cabell castany; BRHC. Locus de mapa de gens 19p13.1-q13.11

## Malalties i trastorns
Les següents malalties són algunes de les relacionades amb els gens del cromosoma 19:
- Malaltia d'Alzheimer
- Displàsia Epifisaria Múltiple
- CADASIL
- Miopatia centronuclear forma dominat autosòmica.
- Malaltia de Charcot-Marie-Tooth
- Hipotiroïdisme congènita
- Acidèmia glutàmica tipus 1
- Hemocromatosi
- Malaltia urinària del xarop d'arce
- Distròfia miotònica
- Síndrome de Peutz-Jeghers
- Atàxia espinocerebelar tipus 6